# Estación de Odéon
Odéon es una estación de las líneas 4 y 10 del metro de París situada en el VI Distrito de la ciudad.

## Historia
La estación de la línea 4 fue inaugurada el 9 de julio de 1910. La línea 10, llegó el 14 de febrero de 1926.
Debe su nombre al cercano Teatro del Odéon.

## Descripción

### Estación de la línea 4
Se compone de dos andenes laterales de 90 metros de longitud y de dos vías. 
En el año 2010, la estación fue renovada y despojada de los revestimientos metálicos que forraban la bóveda. Se recuperó así su diseño original con un claro predominio de los azulejos blancos biselados. 
Su iluminación ha sido renovada empleando el modelo vagues (olas) con estructuras casi adheridas a la bóveda que sobrevuelan ambos andenes proyectando la luz en varias direcciones.
La señalización por su parte usa la moderna tipografía Parisine donde el nombre de la estación aparece en letras blancas sobre un panel metálico de color azul.
Por último, los asientos de la estación son los modernos Coquille o Smiley, unos asientos en forma de cuenco inclinado para que parte del mismo pueda usarse como respaldo y que poseen un hueco en la base en forma de sonrisa.

### Estación de la línea 10

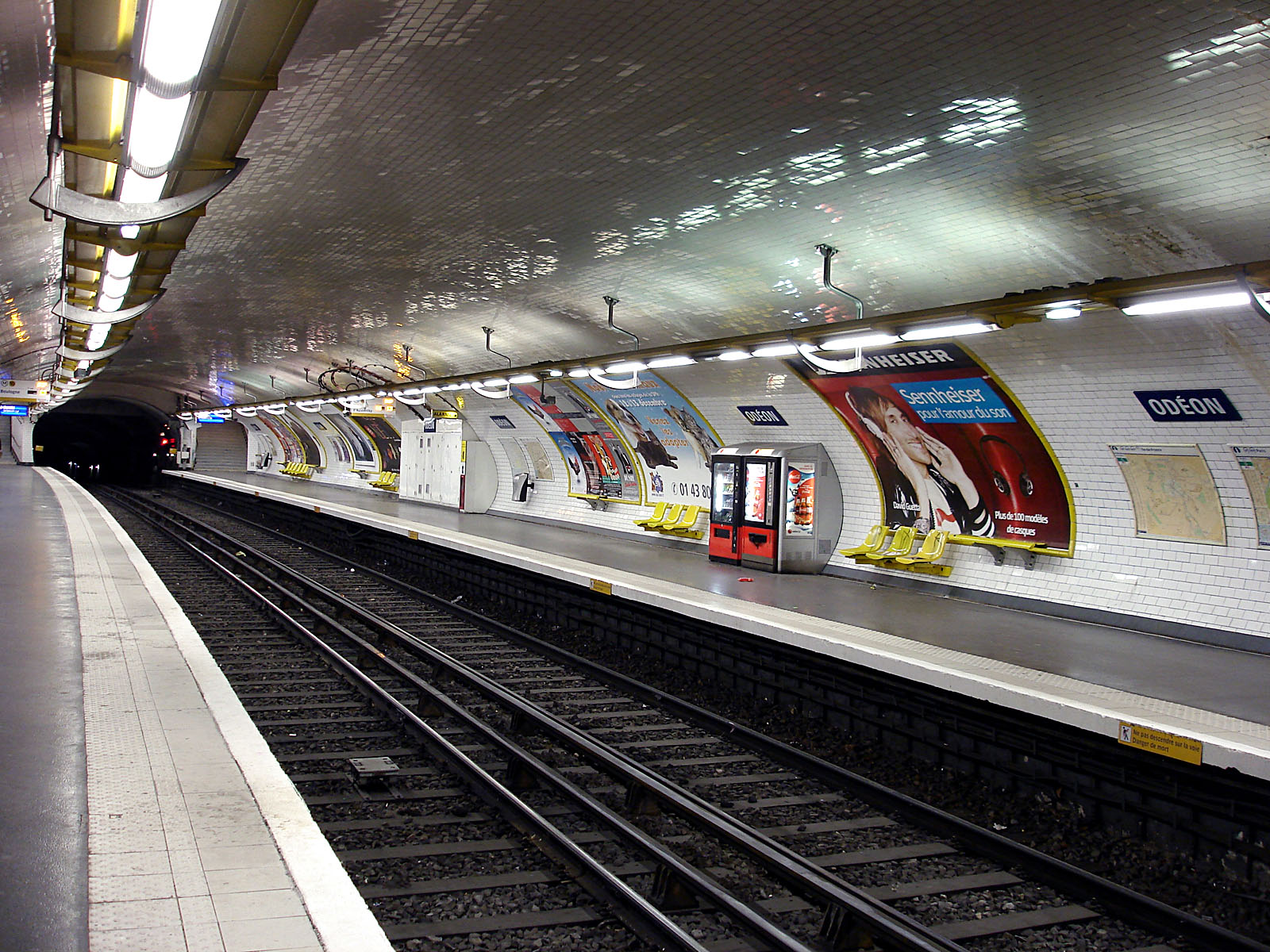
La estación de la línea 10.

Se compone de dos andenes laterales ligeramente curvados de 75 metros de longitud y de dos vías.
Está diseñada en bóveda elíptica revestida completamente de los clásicos azulejos blancos del metro parisino aunque en este caso son planos, sin biselar. 
La iluminación es de estilo Ouï-dire realizándose a través de estructuras que recorren los andenes sujetados por elementos curvados que proyectan una luz difusa en varias direcciones. Inicialmente esta iluminación coloreaba las bóvedas pero esta característica se ha perdido. Ese mismo estilo parece también en los asientos donde se combinan asientos convencionales con bancos que por su altura permiten tanto sentarse como apoyarse.
La señalización por su parte usa la moderna tipografía Parisine donde el nombre de la estación aparece en letras blancas sobre un panel metálico de color azul.

## Accesos
La estación dispone de tres accesos.
- Acceso 1: Cruce de l'Odeón.
- Acceso 2: bulevar Saint-Germain (lado impar)
- Acceso 3: bulevar Saint-Germain (lado par)